# Aéroport international de Nauru
Vous lisez un « bon article » labellisé en 2008.
Pour les articles homonymes, voir INU.
L'aéroport international de Nauru (code IATA : INU • code OACI : ANYN), en nauruan Reikoariata Republik Naoero, est l'unique aéroport de Nauru. Datant de la Seconde Guerre mondiale, c'est un élément important de son réseau de transport. Il est situé dans le sud-ouest de l'unique île de cet État et occupe une importante portion de sa plaine côtière. C'est un lien vital avec l'extérieur pour ce pays isolé au milieu de l'océan Pacifique ne disposant d'aucun port en eau profonde. En raison de son éloignement des grandes routes commerciales, il n'est desservi régulièrement que par la compagnie aérienne nationale du pays, Nauru Airlines, et la variation de son activité est donc fortement liée à la santé économique de cette entreprise.

## Histoire

### Occupation japonaise

Attaque américaine sur Nauru en 1943. Le port d'Aiwo et la piste d'atterrissage touchés par des bombardements.

Lors de la Seconde Guerre mondiale, les Japonais occupent l'île à partir de fin août 1942  entreprennent de fortifier l'île et d'y construire trois pistes d'aérodrome, l'une à Meneng, l'autre à Anabar, et la principale, la seule qui sera achevée, entre les districts de Boe et de Yaren.  Ces travaux s'inscrivent dans le cadre plus large de la consolidation des positions japonaises dans les Îles Gilbert afin d'anticiper une offensive américaine dans la région. Pour mener à bien ces travaux, les autorités japonaises font venir en novembre 1942 un contingent de 700 Japonais et travailleurs coréens sur Nauru auxquels sont adjoints 300 Nauruans astreints au travail forcé. Les populations vivant sur le tracé de la piste à Boe et Yaren où se situent les meilleures terres de l'île sont déplacées dans les districts de Nibok, Uaboe, Anetan et Ewa au nord-ouest de Nauru. Les terrains recouverts d'une épaisse végétation sont tout d'abord déboisés, les cocoteraies dynamitées. Puis, le relief naturellement ondulé est nivelé et empierré. Durant les premiers mois, tous les Nauruans âgés de 10 à 45 ans participent au chantier. En échange de leur travail, ils reçoivent de maigres rations de riz. À la mi-janvier 1943, le travail est accéléré, les Japonais renforcent durant cette période leur présence dans les Îles Gilbert et veulent à tout prix achever la piste. Un nouveau contingent de 700 travailleurs japonais est débarqué le 14 janvier, et onze jours plus tard, l'aérodrome est achevé. Un navire à fort tonnage débarque immédiatement après techniciens, membres d'équipage et pièces d'avions. Le 26 janvier, le premier bombardier débarque sur l'île, douze suivent le lendemain. Ces avions menacent la route maritime entre l'Australie et les États-Unis qui doit être repoussée au sud. La réponse américaine ne se fait pas attendre, des avions de reconnaissance sont envoyés sur place et le 21 février, l'aviation américaine attaque Nauru. Elle détruit quinze avions japonais parqués à proximité de l'aérodrome et endommage les installations au sol, ; le 20 avril, un groupe de 22 bombardiers B-24 de la Seventh Air Force fond sur l'île lors d'un raid de plus de 1 000 milles marins depuis Funafuti (Îles Gilbert et Ellice) causant, malgré une défense anti-aérienne japonaise active, de nombreux dégâts à la piste et aux installations de traitement du phosphate,.

### Protectorat australien
En 1952, l'administration australienne exproprie des terres le long de la piste dans les districts de Boe et de Yaren  afin d'étendre l'aérodrome de manière à le mettre en conformité avec les normes internationales. L'opération entraine de vives résistances de la part des riverains nauruans qui ne veulent pas se séparer de ces précieuses terres arables sur lesquelles poussent des cocoteraies et se trouvent plusieurs maisons. Ils clament que l'aérodrome n'est utilisé que par les rares visiteurs, ce qui ne justifie pas l'extension et proposent aussi que l'aéroport soit reconstruit dans les récifs ou sur les terres à phosphate déjà exploitées du plateau. Ils refusent le dédommagement proposé par l'administration qui s'élève à deux fois le prix normal des terres de la bande côtière. L'argent est en conséquence placé dans un fond. La mission des Nations unies qui visite l'île en 1956 soutient  l'extension de l'aérodrome expliquant qu'il s'agit d'une nécessité pour l'île et propose que le conflit avec les riverains soit réglé par l'augmentation des compensations proposées. Cette solution n'est cependant pas adoptée par l'administration.
En 1965, l'idée consistant à relocaliser l'aéroport ressurgit. Une commission australienne étudiant les possibilités de réhabilitation du plateau central de l'île, rendu inutilisable après plusieurs décennies d'extraction de phosphate, émet entre autres possibilités l'idée qu'un nouvel aéroport y soit construit. Cette idée est reprise par le gouvernement nauruan en 1969, un an après l'indépendance de l'île, mais les trois anciennes puissances de tutelle (Australie, Nouvelle-Zélande et Royaume-Uni) refusent d'entamer des discussions sur le financement du projet et il est abandonné.

### Indépendance

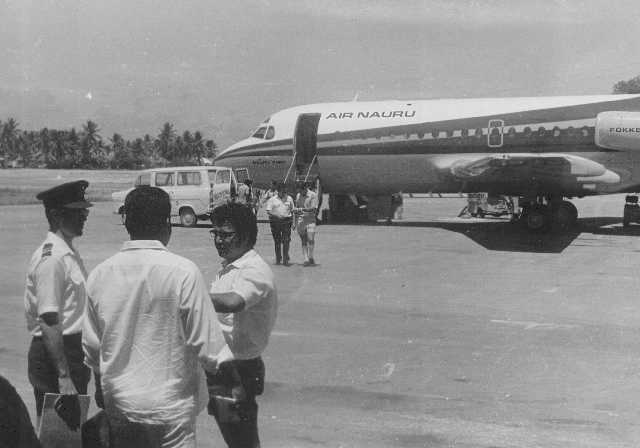
Un avion d'Air Nauru sur le tarmac de l'aéroport en 1972, au tout début de la compagnie.

En 1972, Nauru établit sa propre compagnie aérienne baptisée Air Nauru. Le trafic de l'aéroport est depuis lors étroitement lié à cette compagnie. Le pays, qui devient à cette époque l'un des plus riches du monde per capita grâce à ses exportations de phosphate, investit alors massivement dans ses services publics et particulièrement dans son transport aérien avec pour objectif de devenir un acteur majeur de l'aviation dans le Pacifique central. À cette fin, la piste et le terminal reçoivent des améliorations et un système d'aide à la navigation est mis en place. Outre les principales destinations du Pacifique central, Air Nauru dessert alors à bas prix la Nouvelle-Zélande, Hawaï, Guam, les Philippines et le Japon. Beaucoup de vols s'effectuent en fait avec un taux de remplissage très bas, la compagnie ne jugeant par ailleurs pas nécessaire de faire la promotion de ses services. Les principaux utilisateurs de la ligne sont le personnel australien de la Nauru Phosphate Corporation.
À partir de 1993, Air Nauru réduit le nombre de ses dessertes, se recentrant sur les destinations proches et l'Australie. Au tournant du XXIe siècle, la mauvaise gestion de la compagnie, accompagnée d'une faillite générale de l'économie nauruane liée à un épuisement des ressources en phosphate, entraine la compagnie aérienne dans de sérieuses difficultés financières qui se traduisent par une desserte de plus en plus réduite de l'aéroport. En 2005, la compagnie s'étant fait saisir son dernier appareil, le pays devient dépendant de vols affrétés. Fin 2006, avec l'aide de Taïwan, Air Nauru, devenue Our Airline, parvient à acheter un avion et à rétablir une liaison régulière avec l'Australie. Ces difficultés multiples mettent un terme à la très forte progression du trafic passagers enregistrée au cours des années 1990, décennie durant laquelle il avait presque triplé passant de 103 millions de passagers/kilomètres en 1990 à 216 millions en 1995 pour atteindre 287 millions en 2000.
En août 2014, la compagnie nationale nauruane change à nouveau de nom et se dénomme désormais Nauru Airlines. Ce changement correspond aussi à une période de renouveau pour l'entreprise qui acquiert deux avions cette même année, sa flotte comportant alors quatre Boeing 737 dont un destiné au fret. Cette renaissance s'explique par l'augmentation de la demande à Nauru liée à la présence sur l'île d'un centre pour réfugiés mis en place par l'Australie dans le cadre de la solution du Pacifique.

## Localisation
L'aéroport international de Nauru est situé au sud-ouest de l'île, le secteur le plus densément peuplé du pays, dans les districts de Yaren et de Boe. Sa piste de 2 150 mètres de longueur prend une place d'autant plus significative sur cette petite île de seulement 21 km2 qu'elle a été construite sur l'étroite bande côtière, seule partie habitable de Nauru à l'exception des abords de la lagune Buada.
Son extrémité sud se prolonge à l'intérieur du lagon tandis que son extrémité nord se trouve dans le district de Boe. Elle est balayée par des vents d'ouest chargés d'embruns, ce qui rend les atterrissages ardus. La Island Ring Road, la route principale qui fait le tour de l'île, sépare la piste d'atterrissage de l'aérogare qui se trouve dans le district de Yaren, ce qui implique que la circulation doit être temporairement coupée sur cette portion de la route lors des rares atterrissages et décollages d'avions. C'est d'ailleurs là que se situent les uniques feux de circulation routière de l'île. Les bâtiments du gouvernement nauruan et le Parlement se trouvent à proximité de la piste d'atterrissage, entre celle-ci et l'océan Pacifique.
En 1992, la piste de l'aéroport a été allongée de cent mètres ce qui a nécessité l'extraction de 90 000 m3 de corail et de calcaire qui ont été déposés dans les eaux du lagon. L'extrémité de la piste se trouve à présent dans la zone de déferlement des vagues ce qui implique un phénomène d'érosion sur la côte attenante affectée par un phénomène de diffraction des vagues. Les infrastructures situées à proximité sont sérieusement menacées par cette érosion.
|  |  |  |

## Infrastructures
Cet aéroport est équipé d'une unique piste asphaltée de 2 150 mètres de longueur et de 45 mètres de largeur permettant d'accueillir des vols moyen-courriers. Il dispose d'un terminal passager doté de trois comptoirs d'enregistrement et de deux portes d'embarquement. Le fret bénéficie d'un terminal dédié regroupant plusieurs entrepôts dont un frigorifique et un destiné aux matières dangereuses.
Malgré l'existence d'aides à la navigation de type VOR-DME et NDB, l'aéroport de Nauru peut être considéré comme dangereux en raison de sa courte piste. Cette dernière oblige les avions de type biréacteur moyen-courrier comme les Boeing 737 à décoller en utilisant la puissance maximale de leurs réacteurs pour pouvoir atteindre le plus rapidement possible la vitesse de rotation ; ce qui signifie qu’en cas de problème technique, la décision d’interrompre un décollage au moment où l’appareil atteint la V1 (vitesse de décision) doit être prise quasi instantanément. Même si la distance nécessaire à l'atterrissage est moins longue que celle du décollage, l'éloignement du premier aéroport de déroutement, Bonriki dans les Kiribati, obligeant les appareils à garder la quantité de kérosène nécessaire pour atteindre ce lieu distant de 450 miles (environ 830 kilomètres), soit un peu plus d'une heure de vol à laquelle vient s'ajouter la réserve habituelle de sécurité. Plus lourds, leur distance de freinage est donc plus importante. Mais la faible longueur de la piste empêche également les avions d’être trop lourds au décollage, donc d’emporter le maximum de carburant, et limite ainsi l’autonomie empêchant tout vol sur de longues distances. De plus, pour empêcher la mer d’éroder les extrémités de la piste, celles-ci sont protégées par des murets constitués de blocs de phosphate, ce qui est susceptible de transformer la moindre sortie de piste ou atterrissage trop court en catastrophe aérienne.

## Compagnies et destinations
La seule compagnie qui opère régulièrement depuis Nauru est Nauru Airlines (anciennement Air Nauru puis Our Airline), la compagnie nationale de Nauru dont l'aéroport est la plate-forme de correspondance. Avec ses quatre avions de passagers, des Boeing 737-300 d'une capacité de 130 passagers, elle dessert plusieurs destinations dans le Pacifique. Elle possède aussi un Boeing 737-300 Cargo. 
| Compagnies     | Destinations                                                                           |
| -------------- | -------------------------------------------------------------------------------------- |
| Nauru Airlines | Brisbane, Honiara, Majuro-îles Marshall International, Nadi, Tarawa (Bonkiri), Pohnpei |

Édité le 1er janvier 2023.